# マーク・スカイフ
マーク・スカイフ（Mark Skaife、1967年4月3日 - ）は、オーストラリアの元レーシングドライバー。主にツーリングカーレースやスーパーカーレースで活躍した。

## 経歴

### ツーリングカー
ゴスフォード出身。ツーリングカーレーサーのラッセル・スカイフの息子として生まれた彼は、Wyong High Schoolを卒業。スカイフはナショナルラグビーリーグのクラブ「マンリー・ウォーリンガ・シーイーグルズ」のサポーターとして知られている。
1980年代からレーシングカートでレースキャリアをスタートさせ、1987年からオーストラリアツーリングカー選手権及び2,000ccツーリングカーで争われるオーストラリア2.0リッターツーリングカー選手権に日産・ガゼールで参戦。2.0ツーリングカー選手権のシリーズチャンピオンを獲得した。また世界ツーリングカー選手権にもこのマシンでスポット参戦した。
このガゼールをドライブしたの機にオーストラリア日産のファクトリードライバーとなり、スカイラインGT-Rを駆った1992年度はオーストラリアツーリングカー選手権のタイトルを獲得している。1991年は来日し、全日本ツーリングカー選手権の最終戦インターTECにチーム・タイサンからエントリーした。世界各地のツーリングカーレースで活躍したドライバーがモンツァ・サーキットに集まって開催された世界ツーリングカーカップにもオーストラリア代表として参戦。日産・プリメーラをドライブした。
1994年からは、ホールデンのマシンで参戦することになり、3度目のタイトルを獲得したが、翌年以降は低迷してしまう。

しかし、チーム移籍した1998年に復調してランキング3位を獲得すると、1999年度も再びランキング3位。翌2000年から2002年まで3年連続でシリーズチャンピオンを獲得。2011年まで長きに渡って活躍を続けた。

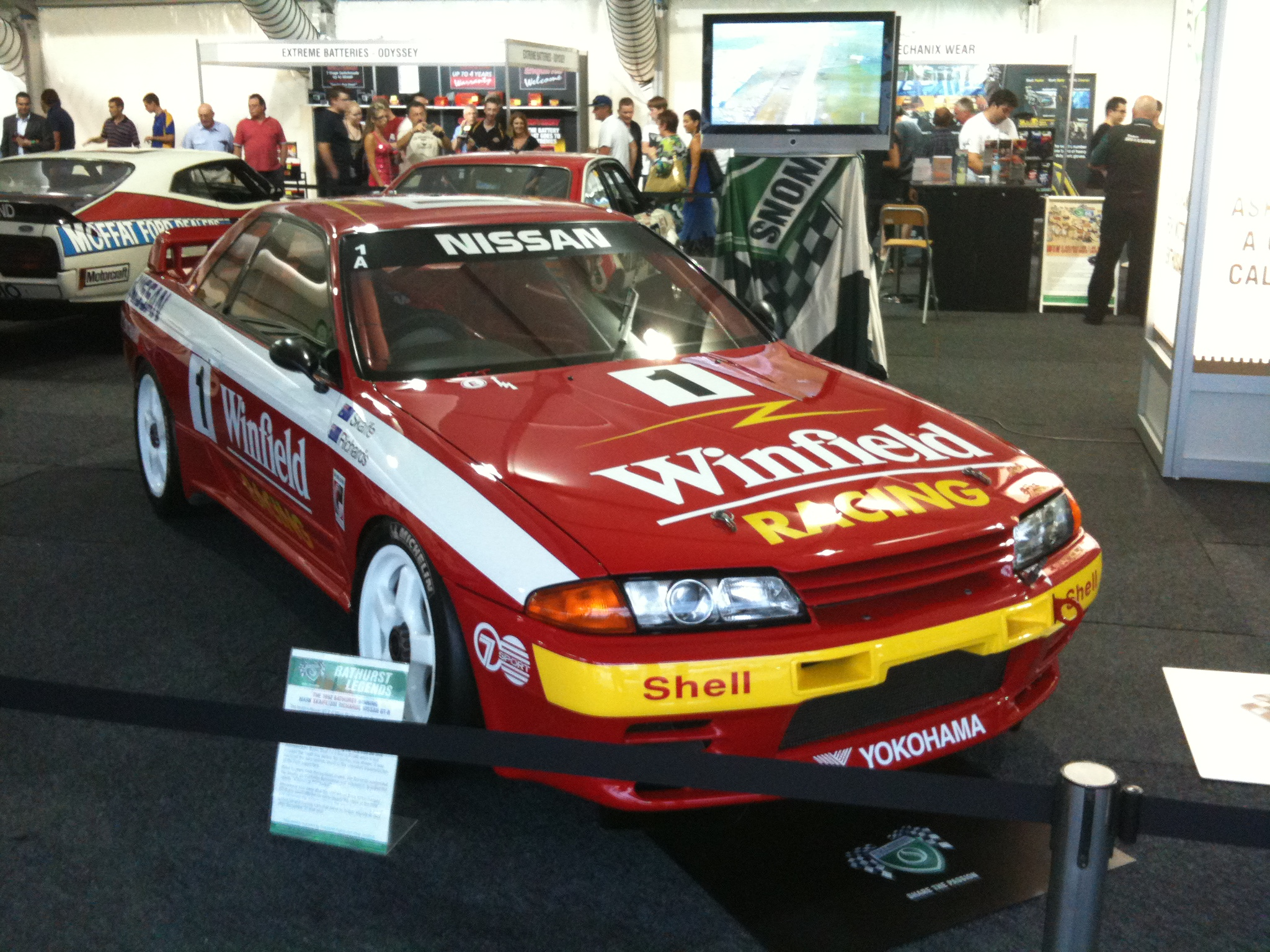
1992年にスカイフがジム・リチャーズと共にバサーストで総合優勝を達成した、BNR32型のスカイラインGTｰR。

### バサースト1000
スカイフはオーストラリアを代表する耐久レースとして知られるバサースト1000にも1986年から参加し、参戦3年目の88年に日産R31スカイラインGTS-Rで総合3位を獲得し、1992年にジム・リチャーズと共にスカイラインGTｰRでバサーストを制した。その後もこのレースに2011年まで参戦し、合計6度の優勝を達成した。

### 引退後
2008年以降はフルタイムでレース参戦することは無くなり、2011年のバサーストに出場後引退を表明した。引退後はオーストラリアでレース解説者として活躍している。

## レース戦績

### オーストラリア2.0L選手権
| 年     | チーム                                     | 使用車両       | 1     | 2     | 3     | 4     | 順位 | ポイント |
| ------ | ------------------------------------------ | -------------- | ----- | ----- | ----- | ----- | ---- | -------- |
| 1987年 | ピーター・ジャクソン・ニッサン・レーシング | 日産・ガゼール | WIN 3 | SAN 1 | LIK 1 | AMA 1 | 1位  | 114      |

### 全日本ツーリングカー選手権
| 年     | チーム           | 使用車両               | クラス | 1   | 2   | 3   | 4   | 5   | 6     | 順位 | ポイント |
| ------ | ---------------- | ---------------------- | ------ | --- | --- | --- | --- | --- | ----- | ---- | -------- |
| 1991年 | チーム・タイサン | 日産・スカイラインGT-R | JTC-1  | SUG | SUZ | TSU | SEN | AUT | FSW 3 |      |          |

### オーストラリアツーリングカー選手権/スーパーカーズ選手権
| スーパーカーズ選手権 結果 | スーパーカーズ選手権 結果                  | スーパーカーズ選手権 結果 | スーパーカーズ選手権 結果 | スーパーカーズ選手権 結果 |
| 年                        | チーム                                     | 使用車両                  | 順位                      | ポイント                  |
| 1987年                    | ピーター・ジャクソン・ニッサン・レーシング | 日産・ガゼール            | 17位                      | 9                         |
| 1989年                    | ニッサン・モータースポーツ・オーストラリア | 日産・スカイライン GTS-R  | 9位                       | 22                        |
| 1990年                    | ニッサン・モータースポーツ・オーストラリア | 日産・スカイラインGT-R    | 14位                      | 9                         |
| 1991年                    | ニッサン・モータースポーツ・オーストラリア | 日産・スカイラインGT-R    | 2位                       | 132                       |
| 1992年                    | ウィンフィールド・チーム・ニッサン         | 日産・スカイラインGT-R    | 1位                       | 234                       |
| 1993年                    | ウィンフィールド・レーシングチーム         | ホールデン VP コモドア    | 6位                       | 87                        |
| 1994年                    | ギブソン・モータースポーツ                 | ホールデン VP コモドア    | 1位                       | 285                       |
| 1995年                    | ギブソン・モータースポーツ                 | ホールデン・ VR コモドア  | 6位                       | 149                       |
| 1996年                    | ギブソン・モータースポーツ                 | ホールデン・ VR コモドア  | 9位                       | 177                       |
| 1997年                    | ギブソン・モータースポーツ                 | ホールデン・ VS コモドア  | 13位                      | 166                       |
| 1998年                    | ホールデン・レーシングチーム               | ホールデン・ VS コモドア  | 3位                       | 768                       |
| 1999年                    | ホールデン・レーシングチーム               | ホールデン・ VT コモドア  | 3位                       | 1656                      |
| 2000年                    | ホールデン・レーシングチーム               | ホールデン・ VT コモドア  | 1位                       | 1570                      |
| 2001年                    | ホールデン・レーシングチーム               | ホールデン・ VX コモドア  | 1位                       | 3478                      |
| 2002年                    | ホールデン・レーシングチーム               | ホールデン・ VX コモドア  | 1位                       | 2227                      |
| 2003年                    | ホールデン・レーシングチーム               | ホールデン・ VY コモドア  | 3位                       | 1817                      |
| 2004年                    | ホールデン・レーシングチーム               | ホールデン・ VY コモドア  | 12位                      | 1294                      |
| 2005年                    | ホールデン・レーシングチーム               | ホールデン・ VZ コモドア  | 5位                       | 1754                      |
| 2006年                    | ホールデン・レーシングチーム               | ホールデン・ VZ コモドア  | 16位                      | 2036                      |
| 2007年                    | ホールデン・レーシングチーム               | ホールデン・ VE コモドア  | 8位                       | 379                       |
| 2008年                    | ホールデン・レーシングチーム               | ホールデン・ VE コモドア  | 14位                      | 1644                      |
| 2009年                    | タスマン・モータースポーツ                 | ホールデン・ VE コモドア  | 31位                      | 372                       |
| 2010年                    | トリプル・エイト・レース・エンジニアリング | ホールデン・ VE コモドア  | 33位                      | 560                       |
| 2011年                    | トリプル・エイト・レース・エンジニアリング | ホールデン・ VE コモドア  | 29位                      | 532                       |
| ------------------------- | ------------------------------------------ | ------------------------- | ------------------------- | ------------------------- |

### 国際F3000選手権
| 年     | チーム                 | 1   | 2   | 3   | 4   | 5   | 6   | 7   | 8   | 9      | 10      | 順位 | ポイント |
| ------ | ---------------------- | --- | --- | --- | --- | --- | --- | --- | --- | ------ | ------- | ---- | -------- |
| 1992年 | 3001インターナショナル | SIL | PAU | CAT | PER | HOC | NÜR | SPA | ALB | NOG 16 | MAG Ret | NC   | 0        |

### FIA ツーリング・カー・ワールド・カップ
| 年     | 国籍           | エントラント                       | 車両                 | 1        | 2        | 順位 | ポイント |
| ------ | -------------- | ---------------------------------- | -------------------- | -------- | -------- | ---- | -------- |
| 1993年 | オーストラリア | ニッサン・カストロール・レーシング | ニッサン・プリメーラ | MNZ 1 33 | MNZ 2 28 | 35位 | 0        |

### ル・マン24時間レース
| 年     | チーム                                | コ・ドライバー                          | 使用車両               | クラス | 周回 | 総合順位 | クラス順位 |
| ------ | ------------------------------------- | --------------------------------------- | ---------------------- | ------ | ---- | -------- | ---------- |
| 1997年 | ニューカッスル・ユナイテッド リスター | ジュリアン・ベイリー トーマス・エルドス | リスター・ストーム GTL | GT1    | 77   | DNF      | DNF        |

### バサースト1000
| 年     | 車番 | チーム                                     | コ・ドライバー                        | 車両                     | クラス | 周回 | 総合順位 | クラス順位 |
| ------ | ---- | ------------------------------------------ | ------------------------------------- | ------------------------ | ------ | ---- | -------- | ---------- |
| 1986年 | 77   | ピーター・ウィリアムソン トヨタ            | ピーター・ウィリアムソン              | トヨタ・セリカ・スープラ | B      | –    | DNS      | DNS        |
| 1987年 | 60   | ピーター・ジャクソン・ニッサン・レーシング | グラント・ジャレット                  | 日産・ガゼール           | 2      | 138  | 19位     | 7位        |
| 1988年 | 15   | ピーター・ジャクソン・ニッサン・レーシング | ジョージ・フリー                      | 日産・スカイライン GTS-R | A      | 17   | DNF      | DNF        |
| 1989年 | 2    | ニッサン・モータースポーツ・オーストラリア | ジム・リチャーズ                      | 日産・スカイライン GTS-R | A      | 160  | 3位      | 3位        |
| 1990年 | 1    | ニッサン・モータースポーツ・オーストラリア | ジム・リチャーズ                      | 日産・スカイラインGT-R   | 1      | 146  | 18位     | 16位       |
| 1991年 | 1    | ニッサン・モータースポーツ・オーストラリア | ジム・リチャーズ                      | 日産・スカイラインGT-R   | 1      | 161  | 1位      | 1位        |
| 1991年 | 2    | ニッサン・モータースポーツ・オーストラリア | ドリュー・プライス ゲイリー・ワイドン | 日産・スカイラインGT-R   | 1      | 135  | DNF      | DNF        |
| 1992年 | 1    | ウィンフィールド・チーム・ニッサン         | ジム・リチャーズ                      | 日産・スカイラインGT-R   | A      | 143  | 1位      | 1位        |
| 1993年 | 1    | ウィンフィールド・レーシングチーム         | ジム・リチャーズ                      | ホールデン・ VP コモドア | A      | 161  | 2位      | 2位        |
| 1994年 | 2    | ウィンフィールド・レーシング               | ジム・リチャーズ                      | ホールデン・ VP コモドア | A      | 39   | DNF      | DNF        |
| 1995年 | 1    | ウィンフィールド・レーシング               | ジム・リチャーズ                      | ホールデン・ VR コモドア |        | 65   | DNF      | DNF        |
| 1996年 | 2    | ギブソン・チームセガ                       | ジョン・クレランド                    | ホールデン・ VR コモドア |        | 159  | 7位      | 7位        |
| 1997年 | 05   | ホールデン・レーシングチーム               | ピーター・ブロック                    | ホールデン・ VS コモドア | L1     | 52   | DNF      | DNF        |
| 1998年 | 1    | ホールデン・レーシングチーム               | クレイグ・ラウンズ                    | ホールデン・ VT コモドア | OC     | 159  | 6位      | 6位        |
| 1999年 | 2    | ホールデン・レーシングチーム               | ポール・モリス                        | ホールデン・ VT コモドア |        | 161  | 3位      | 3位        |
| 2000年 | 1    | ホールデン・レーシングチーム               | クレイグ・ラウンズ                    | ホールデン・ VT コモドア | OC     | 161  | 6位      | 6位        |
| 2001年 | 1    | ホールデン・レーシングチーム               | トニー・ロングハースト                | ホールデン・ VX コモドア |        | 161  | 1位      | 1位        |
| 2002年 | 1    | ホールデン・レーシングチーム               | ジム・リチャーズ                      | ホールデン・ VX コモドア |        | 161  | 1位      | 1位        |
| 2003年 | 1    | ホールデン・レーシングチーム               | トド・ケリー                          | ホールデン・ VY コモドア |        | 161  | 8位      | 8位        |
| 2004年 | 2    | ホールデン・レーシングチーム               | トド・ケリー                          | ホールデン・ VY コモドア |        | 159  | 14位     | 14位       |
| 2005年 | 2    | ホールデン・レーシングチーム               | トド・ケリー                          | ホールデン・ VZ コモドア |        | 161  | 1位      | 1位        |
| 2006年 | 2    | ホールデン・レーシングチーム               | ガルス・タンダー                      | ホールデン・ VZ コモドア |        | 0    | DNF      | DNF        |
| 2007年 | 2    | ホールデン・レーシングチーム               | トド・ケリー                          | ホールデン・ VE コモドア |        | 149  | DNF      | DNF        |
| 2008年 | 1    | ホールデン・レーシングチーム               | ガルス・タンダー                      | ホールデン・ VE コモドア |        | 160  | 12位     | 12位       |
| 2009年 | 51   | タスマン・モータースポーツ                 | グレッグ・マーフィー                  | ホールデン・ VE コモドア |        | 161  | 4位      | 4位        |
| 2010年 | 888  | トリプルエイト・レース・エンジニアリング   | クレイグ・ラウンズ                    | ホールデン・ VE コモドア |        | 161  | 1位      | 1位        |
| 2011年 | 888  | トリプルエイト・レース・エンジニアリング   | クレイグ・ラウンズ                    | ホールデン・ VE コモドア |        | 161  | 2位      | 2位        |